# 良文貝塚

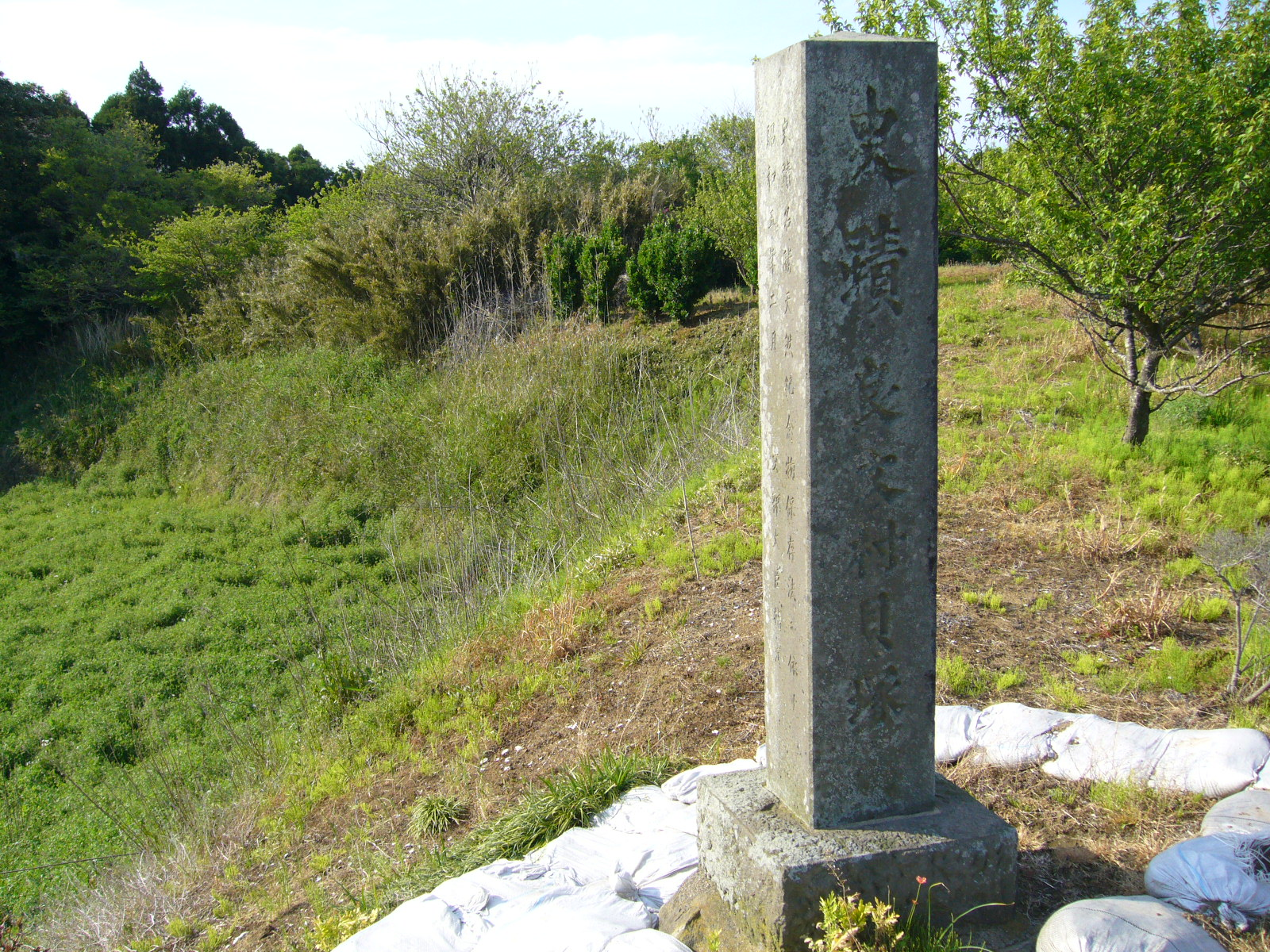
良文貝塚

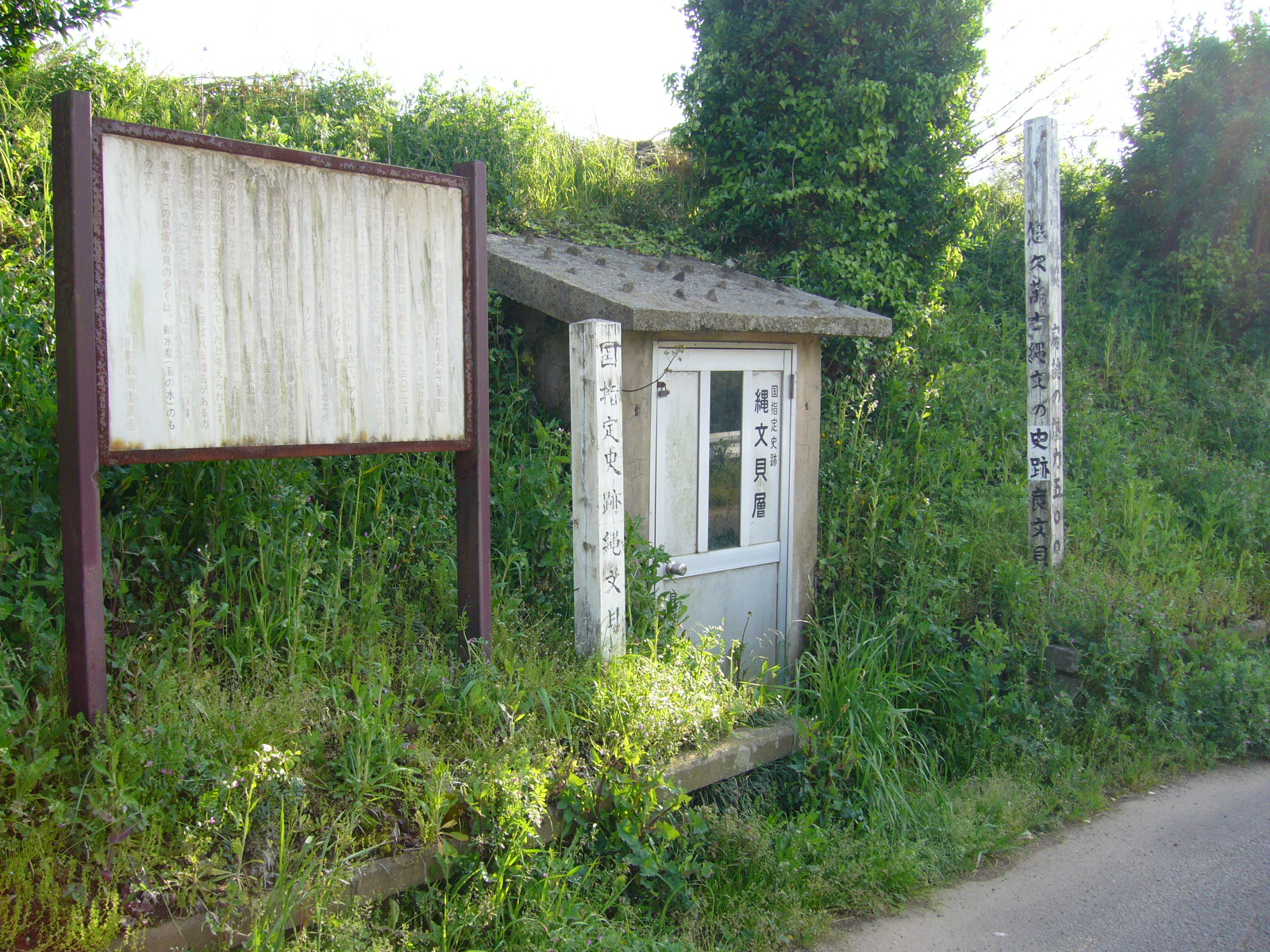
貝層見学施設（昭和5年建設）

良文貝塚（よしぶみかいづか）は、千葉県香取市貝塚に所在する縄文時代後期の貝塚。国の史跡に指定されている。
座標: 北緯35度48分55.1秒 東経140度38分30.5秒 / 北緯35.815306度 東経140.641806度

## 概要
利根川下流域で最大規模の貝塚で、標高約40メートルの下総台地に立地し、東西約250メートル、南北約100メートルの範囲に字海ノ内・羽ノ内・台畑・榎谷などの地域の大小9箇所に分布する貝塚群の総称である。1930年（昭和5年）2月に国の史跡に指定された。なお、「良文」とはこの地区の市町村合併以前の旧村名である。
1929年（昭和4年）大山史前学研究所により発掘調査され、縄文時代後期前葉から中葉にかけての土器をはじめ、土偶・鹿角製尖頭器などの遺物が発見された。貝層は約30 - 120センチメートルの厚さでハマグリが最も多く、シオフキ、オキシジミ、アカニシが次ぎ、カガミガイ、サルボウ、ツメタガイなどである。
出土した有機体遺物はハマグリ、アサリ、オキシジミを中心とする貝類、アカエイ、サメやスズキ、クロタイ、フグ類などの魚類、サル、イノシシ、ニホンジカが多く、イヌ、イルカ、クジラなどの哺乳類などの骨で、厚さ3メートルを超す貝層も見られる。また、香炉型顔面付土器は国内でも類例が少ない、稀少なものである。土器は縄文時代中期前葉のものが少し、後期堀之内式、加曽利B式土器が主体で、堀之内II式が土器が多い。そのほか、掻器、砥石、骨製ヤス、貝輪などが出土している。
貝塚が標高40メートルの台地に群集していることから、当時の気候は現在よりも温暖で海水面が高かったと考えられている（縄文海進）。

## 周辺遺跡
- 阿玉台貝塚